# Unione Sportiva Triestina 1939-1940
Questa voce raccoglie le informazioni riguardanti l'Unione Sportiva Triestina nelle competizioni ufficiali della stagione 1939-1940.

## Rosa
| N. |                   | Ruolo | Calciatore        |
| -- | ----------------- | ----- | ----------------- |
|    | Italia (bandiera) | P     | Egidio Umer       |
|    | Italia (bandiera) | P     | Enrico Costanzo   |
|    | Italia (bandiera) | P     | Antonio Tricarico |
|    | Italia (bandiera) | D     | Giuseppe Geigerle |
|    | Italia (bandiera) | D     | Elio Loschi       |
|    | Italia (bandiera) | D     | Angelo Scapin     |
|    | Italia (bandiera) | D     | Alfieri Sacchetti |
|    | Italia (bandiera) | D     | Mario Cattarini   |
|    | Italia (bandiera) | C     | Emilio Rancilio   |
|    | Italia (bandiera) | C     | Giuseppe Grezar   |
|    | Italia (bandiera) | C     | Remo Costa        |

| N. |                   | Ruolo | Calciatore           |
| -- | ----------------- | ----- | -------------------- |
|    | Italia (bandiera) | C     | Ruggero Salar        |
|    | Italia (bandiera) | C     | Leone Bortolutti     |
|    | Italia (bandiera) | C     | Enrico Radio         |
|    | Italia (bandiera) | A     | Guglielmo Trevisan   |
|    | Italia (bandiera) | A     | Ferruccio Valcareggi |
|    | Italia (bandiera) | A     | Luigi Colaussi       |
|    | Italia (bandiera) | A     | Mario Magrini        |
|    | Italia (bandiera) | A     | Mario Tosolini       |
|    | Italia (bandiera) | A     | Dino Antonini        |
|    | Italia (bandiera) | A     | Luigi Sumberaz       |
|    | Italia (bandiera) | A     | Ermenegildo Andrian  |

## Statistiche

### Statistiche di squadra
| Competizione | Punti | In casa | In casa | In casa | In casa | In casa | In casa | In trasferta | In trasferta | In trasferta | In trasferta | In trasferta | In trasferta | Totale | Totale | Totale | Totale | Totale | Totale | DR |
| Competizione | Punti | G       | V       | N       | P       | Gf      | Gs      | G            | V            | N            | P            | Gf           | Gs           | G      | V      | N      | P      | Gf     | Gs     | DR |
| ------------ | ----- | ------- | ------- | ------- | ------- | ------- | ------- | ------------ | ------------ | ------------ | ------------ | ------------ | ------------ | ------ | ------ | ------ | ------ | ------ | ------ | -- |
| Serie A      | 26    | 15      | 9       | 3       | 3       | 23      | 13      | 15           | 1            | 3            | 11           | 15           | 30           | 30     | 10     | 6      | 14     | 38     | 43     | -5 |
| Coppa Italia |       | 1       | 0       | 0       | 1       | 1       | 2       | -            | -            | -            | -            | -            | -            | 1      | 0      | 0      | 1      | 1      | 2      | -1 |
| Totale       |       | 16      | 9       | 3       | 4       | 24      | 15      | 15           | 1            | 3            | 11           | 15           | 30           | 31     | 10     | 6      | 15     | 39     | 45     | -6 |

### Statistiche dei giocatori
| Giocatore     | Serie A  | Serie A | Coppa Italia | Coppa Italia | Totale   | Totale |
| Giocatore     | Presenze | Reti    | Presenze     | Reti         | Presenze | Reti   |
| ------------- | -------- | ------- | ------------ | ------------ | -------- | ------ |
| E. Andrian    | 1        | 0       | ?            | ?            | 1+       | 0+     |
| D. Antonini   | 6        | 0       | ?            | ?            | 6+       | 0+     |
| L. Bortolutti | 7        | 0       | ?            | ?            | 7+       | 0+     |
| M. Cattarini  | 1        | 0       | ?            | ?            | 1+       | 0+     |
| L. Colaussi   | 27       | 3       | ?            | ?            | 27+      | 3+     |
| E. Costanzo   | 9        | -16     | ?            | ?            | 9+       | -16+   |
| R. Costa      | 22       | 6       | ?            | ?            | 22+      | 6+     |
| G. Geigerle   | 29       | 0       | ?            | ?            | 29+      | 0+     |
| G. Grezar     | 27       | 6       | ?            | ?            | 27+      | 6+     |
| E. Loschi     | 23       | 0       | ?            | ?            | 23+      | 0+     |
| M. Magrini    | 19       | 1       | ?            | ?            | 19+      | 1+     |
| E. Radio      | 5        | 0       | ?            | ?            | 5+       | 0+     |
| E. Rancilio   | 30       | 4       | ?            | ?            | 30+      | 4+     |
| A. Sacchetti  | 5        | 0       | ?            | ?            | 5+       | 0+     |
| R. Salar      | 13       | 0       | ?            | ?            | 13+      | 0+     |
| A. Scapin     | 9        | 0       | ?            | ?            | 9+       | 0+     |
| L. Sumberaz   | 3        | 0       | ?            | ?            | 3+       | 0+     |
| M. Tosolini   | 14       | 4       | ?            | ?            | 14+      | 4+     |
| G. Trevisan   | 30       | 9       | ?            | ?            | 30+      | 9+     |
| A. Tricarico  | 3        | -5      | ?            | ?            | 3+       | -5+    |
| E. Umer       | 18       | -22     | ?            | ?            | 18+      | -22+   |
| F. Valcareggi | 29       | 5       | ?            | ?            | 29+      | 5+     |